# Matyszczyki
Matyszczyki (niem. Grüneberg) – osada w Polsce, położona w województwie warmińsko-mazurskim, w powiecie piskim, w gminie Orzysz.
W latach 1975–1998 miejscowość należała administracyjnie do województwa suwalskiego.
Obecnie w miejscowości nie ma zabudowy.